# 西秦野町
西秦野町（にしはだのまち）は、神奈川県中郡にかつてあった町である。

## 歴史
- 1955年7月28日- 足柄上郡上秦野村と中郡西秦野村が合併し中郡西秦野町になった。
- 1963年1月1日 - 秦野市に編入。これにより秦野市は現在の市域確定。

## 現在
現在は秦野市の地域区分で西地区と上地区に区分される。